# Elice (Grecia)
Elice (in greco antico: Eλίκη?, Elíkē) era un'antica polis greca che fu sommersa da uno tsunami nell'inverno del 373 a.C. Si trovava nell'unità regionale dell'Acaia, nel Peloponneso settentrionale, a due chilometri dal Golfo di Corinto e vicino alla città di Boura, che, come Elice, fu un membro della Lega achea. La ricerca moderna attribuisce la catastrofe a un terremoto e al conseguente tsunami che ha distrutto e sommerso la città. Nel tentativo di proteggere l'attuale sito archeologico, il World Monuments Fund ha incluso Elice nella sua lista dei 100 siti più minacciati del 2004 e del 2006.

## Storia
Si ritiene che sia la città più antica dell'Acaia, e la sua fondazione leggendaria è attribuita a Ione, che ne fece la sua residenza e le diede il nome di sua moglie, Elice, figlia di Selinunte. Viene citata nel catalogo delle navi dell'Iliade tra i domini di Agamennone. La città aveva un famoso tempio dedicato a Poseidone noto come Eliconio. Qui gli Ioni iniziarono le periodiche assemblee che poi continuarono in Asia Minore, dette Panionia. Dopo la conquista del paese da parte degli Achei, gli Ioni furono espulsi verso Atene e poi verso le coste dell'Asia Minore, mentre Elice fu membro della Lega achea fino a quando la città fu distrutta da un terremoto nel 373 a.C. Fu un terremoto notturno e la città sprofondò nel terreno. Contemporaneamente fu ricoperta dall'acqua del mare e molti degli abitanti morirono: il suo territorio fu sommerso dall'Egeo. Anche la città di Boura, nei pressi di Elice, fu distrutta dallo stesso terremoto, che fu attribuito ad una vendetta di Poseidone perché la città non aveva voluto donare la statua del dio ai coloni dell'Asia Minore né aveva permesso addirittura l'uso della statua come modello, o perché i supplicanti erano stati uccisi dopo essere stati portati fuori dal tempio dove si erano rifugiati. 

## Riscoperta
Nel 1861 una squadra di archeologi tedeschi rinvenne una moneta della città, che aveva l'effigie di Poseidone, probabilmente modellata sulla statua del tempio, in perfetto stile classico. 
Nel 1988 Dora Katsonopoulou e Steven Soter lanciarono il "Progetto Helike", con l'obiettivo di ritrovare i resti della città scomparsa. L'interpretazione prevalente era che fosse sommersa da qualche parte nel Golfo di Corinto. Tuttavia, dall'anno 2001 sono stati scoperti i resti di una città sepolta in un'antica laguna, che nel 2012 è stata confermata essere l'antica Elice.